# Altrei
Altrei ([alˈtraɪ̯]; italienisch Anterivo) ist eine italienische Gemeinde mit 391 Einwohnern (Stand 31. Dezember 2023) und ein Dorf in Südtirol. Sie liegt im Fleimstal etwa gleich weit von Bozen und Trient entfernt. Altrei ist die einzige deutschsprachige Gemeinde im Fleimstal, das ansonsten italienischsprachig ist und zum Trentino gehört.

## Geografie

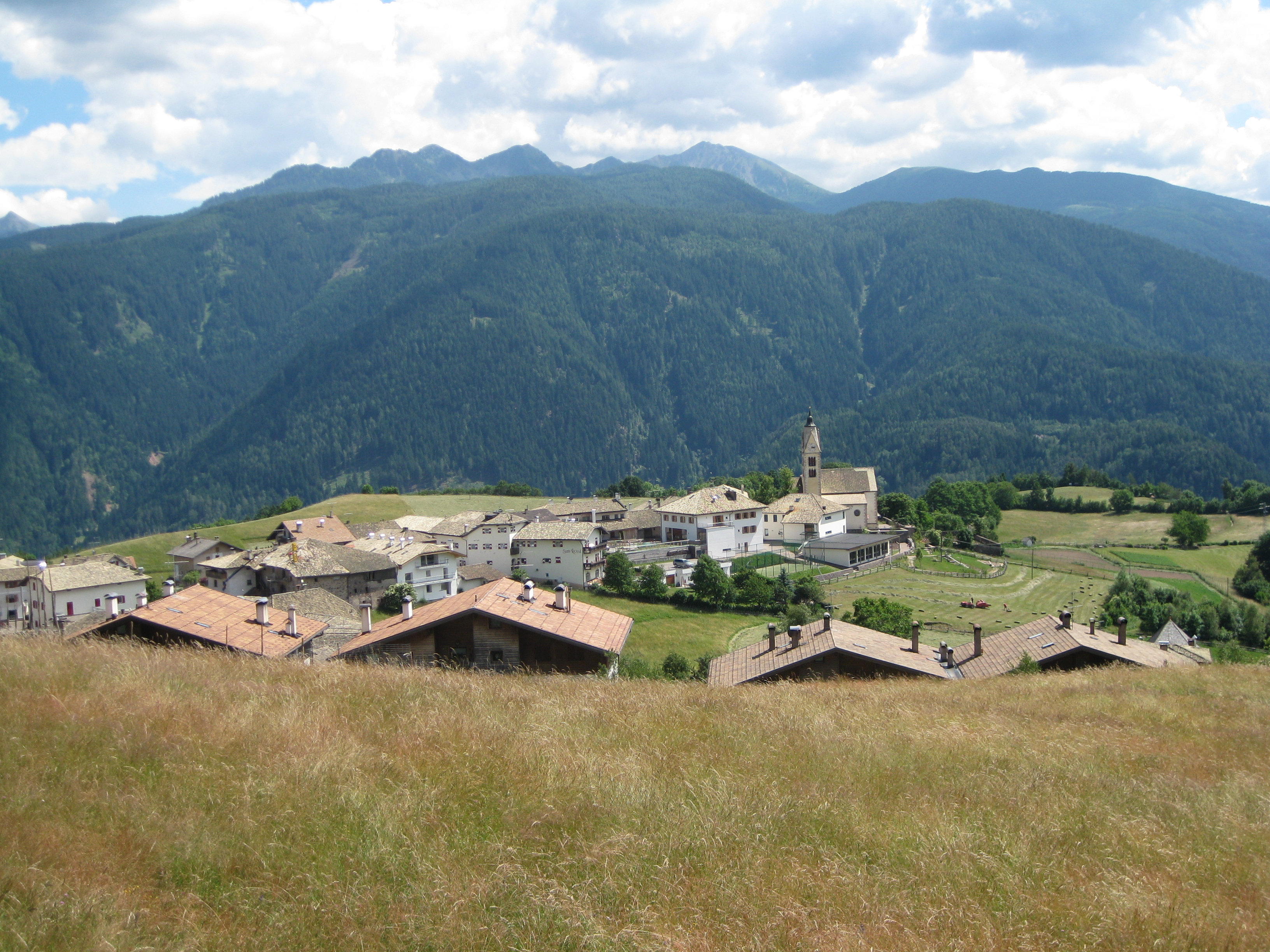
Ansicht von Altrei mit Blickrichtung Süden

Die Gemeinde Altrei liegt im Süden Südtirols und ragt als Sporn in das ansonsten zum Trentino gehörende Fleimstal hinein. Die Siedlungsflächen befinden sich auf einer Mittelgebirgsterrasse der Fleimstaler Alpen. Von Südtirol aus ist Altrei für den öffentlichen Straßenverkehr nur über den San-Lugano-Sattel und weiter über Trentiner Territorium zu erreichen, was die Gemeinde zu einer funktionalen Exklave macht.
Der Hauptort der Gemeinde, Altrei, liegt auf 1200–1250 m s.l.m.; daneben bestehen noch die beiden kleinen Fraktionen Eben (1120–1130 m) und Guggal (1160–1200 m).
Das insgesamt 11,05 km² große Gemeindegebiet ist zu bedeutenden Teilen im Naturpark Trudner Horn unter Schutz gestellt. Es grenzt nur im Norden – an einem bewaldeten Bergrücken des Höhenzugs, der das Fleimstal vom Etschtal trennt – an eine Südtiroler Gemeinde, nämlich Truden. Ansonsten ist Altrei von den Trentiner Gemeinden Capriana, Valfloriana, Castello-Molina di Fiemme und Ville di Fiemme umgeben. Im Süden erreicht das Gemeindegebiet am Fleimser Talboden den Avisio und Stramentizzo-Stausee.
Landeskundlich wird Altrei mitunter dem Gebiet Unterland-Berg zugerechnet, dementsprechend gehört die Gemeinde zur Bezirksgemeinschaft Überetsch-Unterland.

## Geschichte

### Zeittafel
In der Vorzeit stand auf dem Altreier Burgstallhügel eine kleine Wallburg-Siedlung. Ansonsten gibt es keine archäologischen Funde oder Flurnamen aus der vorchristlichen Zeit.
Altrei wird als Siedlung ersturkundlich am 24. Juli 1321 erwähnt. Damals verlieh der Landesfürst von Tirol, Herzog Heinrich von Kärnten, dem Gottschalk (Gotschlin) von Bozen, seinem Pfleger der Gerichtsherrschaft Enn-Neumarkt, das Recht, in der Grafschaft Fleims in der Gegend von Antereu ... inter Cauerlon et Castel zehn Hofstellen auf Rodungsland anzulegen und über deren Bauleute weiterhin die Gerichtsbarkeit auszuüben. Da zu dieser Zeit das ganze Fleimstal, das sonst auch politisch dem Hochstift Trient unterstand, von den Tiroler Landesfürsten besetzt war, konnte Herzog Heinrich eine solche Verfügung treffen. Gottschalk hat wohl die Bauleute für die neuen Höfe in Altrei aus dem Tiroler Raum herangezogen. Die von älteren Historikern geäußerte Meinung, Altrei sei von Langobarden, die ihre germanische Sprache bewahrt hätten, schon zu Beginn des Mittelalters besiedelt worden, ist daher kaum aufrechtzuerhalten.
Seit 1400 wird in deutschen Aufzeichnungen „Altrew“ geschrieben, in lateinischen „Anterivum“ oder „Altaripa“. Im Urbar der Grafschaft Tirol von 1406, fol. 200, wird als Zubehör des Kastens (Urbaramtes) zu Enn für Altrei eine ganze Reihe von Hof-, Flur- und Beinamen deutscher Sprachwurzel und Formung angeführt und ebenso in dem besonderen Urbar der Herrschaft Enn von 1610.
Urkunden ganz in deutscher Sprache sind für die Leute aus Altrei in den Verfachbüchern des Gerichtes Enn oder Neumarkt seit 1524 fortlaufend enthalten, und zwar in eigenen Abschnitten zusammen mit den Urkunden für die Gemeinde Aldein.
Eine Beschreibung der Grenzen der Gemeinde Altrei aus dem 16. Jahrhundert, die in deutscher Sprache abgefasst ist, nennt folgende Örtlichkeiten: Sariolpach, Evespach (Avisio), Valgasserpach, Caverlan (Capriana), Hukender Stein, Horn, Zys, Campen.
Im Jahr 1779 vollzog Kaiserin Maria Theresia als Landesfürstin von Tirol mit dem Bischof von Trient einen Gebietstausch. Sie gab ihm die Gemeinde Altrei und das Gericht Castel im Fleimstal, die bisher unmittelbar zu Tirol gehört hatten, und erhielt dafür das wertvollere Gebiet des Marktes Tramin im Etschtal. Als im Jahr 1803 das geistliche Fürstentum Trient wie alle anderen im römisch-deutschen Reich aufgehoben wurde, wurden dessen Gebiet und damit auch das Fleimstal mit dem Lande Tirol unmittelbar vereinigt, und zwar als eigener Gerichtsbezirk Cavalese innerhalb des Kreises Trient.
Altrei hatte ein eigenes Niedergericht (ohne blutgerichtliche Zuständigkeit). Das alte Gerichtshaus besteht heute noch in der Gottschalkstraße Nr. 4, ein niedriger quadratischer Turm verleiht ihm das Aussehen eines Ansitzes. Es handelt sich um den Hof am Ort, welcher heute im Besitz der Familie Werth ist.
In den Landesbeschreibungen und Statistiken des 19. und 20. Jahrhunderts wird stets bemerkt, dass Altrei eine deutschsprachige Gemeinde sei, so hatte im Jahre 1910 Altrei 405 Einwohner mit deutscher und 22 Einwohner mit italienischer Umgangssprache. Bei den Landwehraufgeboten anlässlich der Kriege 1848, 1859 und 1866 sind die Schützen von Altrei mit jenen des Gerichts Neumarkt ausgerückt, weil sie sich mit diesen enger verbunden fühlten, ebenso zur großen Landesfeier am Bergisel im Jahr 1909. Von Deutschtiroler Seite wurde um 1900 öfters angeregt, Altrei vom Bezirk Cavalese zu trennen und dem Gericht Neumarkt, Bezirk Bozen, zuzuteilen, doch wurde dieses Vorhaben von der k.k. Statthalterei in Innsbruck nicht unterstützt. Nur als im Jahr 1907 und 1914 die Wahlkreiseinteilungen für den Österreichischen Reichsrat und den Tiroler Landtag neu getroffen wurden, hat man Altrei dem südlichsten Deutschtiroler Wahlkreis zugeteilt, ebenso wie die deutschen Gemeinden am Oberen Nonsberg.
Aus einer in Altrei seit alters ansässigen Familie wurde dort 1824 Johann Baptist Zwerger geboren; er war Geistlicher, Professor am Priesterseminar in Trient, 1863 Generalvikar für den deutschen Anteil der Diözese Trient und 1867 Fürstbischof von Seckau (Graz), wo er 1893 starb.

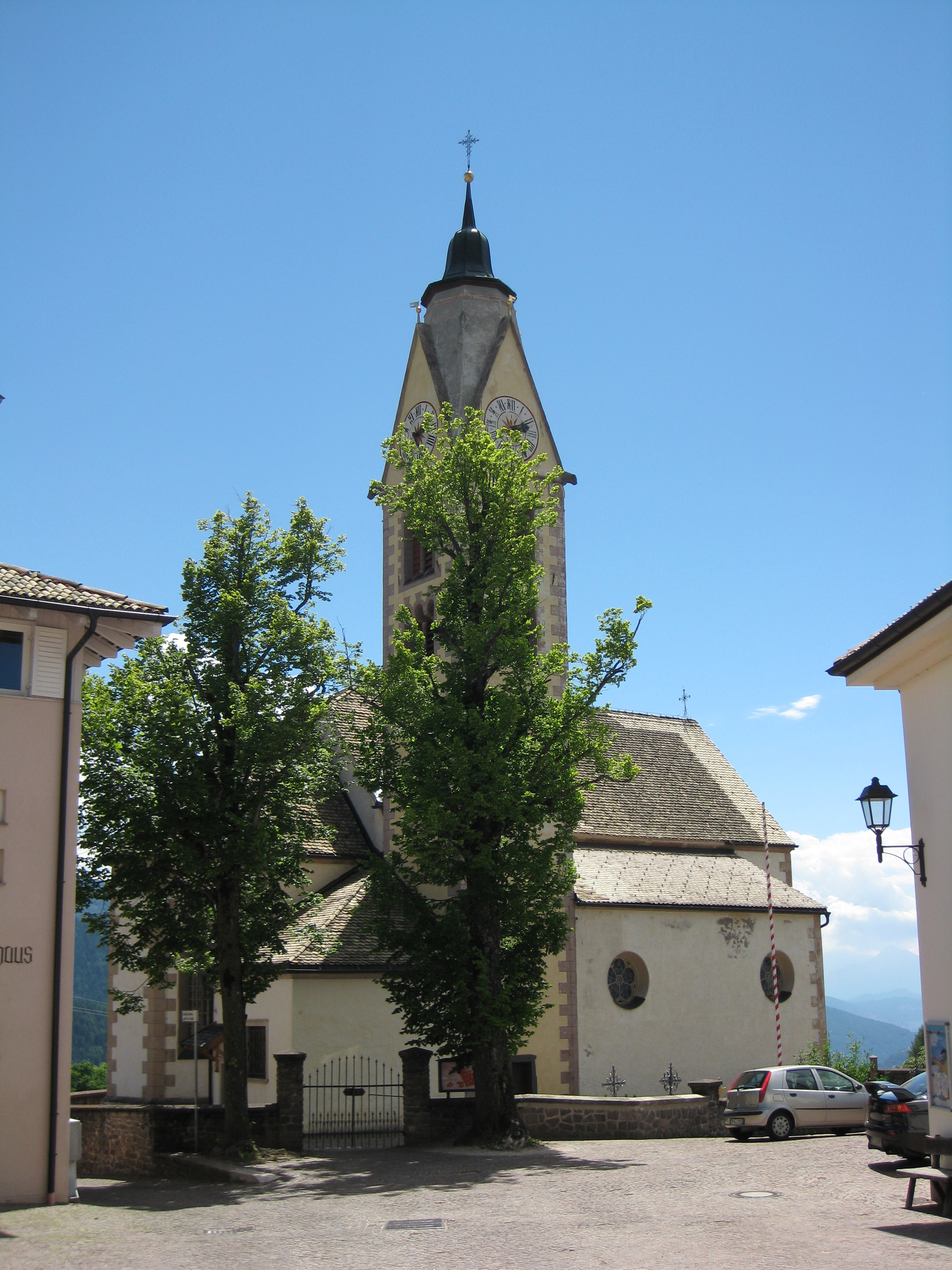
Die Pfarrkirche St. Katharina

In kirchlicher Hinsicht hat Altrei früher zur Großpfarre Cavalese gehört; als 1693 in Altrei eigene Kuraten eingesetzt wurden, waren dies fast nur solche mit deutschen Familiennamen. In der Jahrbüchern der Jesuitenmission in Tirol von 1720 bis 1740 wird betont, dass die Patres in Altrei in deutscher, im übrigen Fleimstal in italienischer Sprache gepredigt haben. In Kirche und Schule war in Altrei immer die deutsche Sprache als Predigt- und Unterrichtssprache üblich gewesen, ebenso in der Gemeinde als Amtssprache. Im Jahr 1858 richteten die Gemeinden Altrei und Truden an Erzherzog Karl Ludwig, den damaligen Statthalter von Tirol, die Bitte, das staatliche Bezirksamt in Cavalese zu verhalten, an sie die Erlässe und sonstigen Amtsakten nur in deutscher Sprache hinauszugeben. Die Statthalterei willfahrte diesem Wunsch, aber die meist von Italienern geführten Ämter in Cavalese und Trient versuchten immer wieder, diese den deutschen Charakter von Altrei schützende und betonende Bestimmung zu umgehen.
Altrei gehörte bis zum Ende des Ersten Weltkriegs zur Grafschaft Tirol und damit zu Österreich-Ungarn. Mit dem Vertrag von Saint-Germain kam Altrei 1920 zusammen mit dem Großteil Tirols südlich des Alpenhauptkamms zu Italien. In der faschistischen Ära wurde ab 1923 die deutsche Unterrichtssprache, wie überall in Südtirol, durch die italienische verdrängt (obwohl die italienische Volkszählung von 1921 für Altrei unter 402 Einwohnern nur neun Italiener anzugeben vermochte), seit 1946 aber ist sie wieder in Geltung.
Während des Faschismus, von Jänner 1926 bis zum 8. September 1943, war die Gemeinde Altrei nur mehr eine Fraktion der Gemeinde Capriana (Provinz Trient), dieser zugeordnet mit kgl. Dekret Nr. 1689 vom 11. September 1925. Innerhalb der nationalsozialistischen Operationszone Alpenvorland war Altrei vom 8. September 1943 bis zum 30. Mai 1945 eine selbständige Gemeinde der Provinz Bozen. Vom 30. Mai 1945 bis zum 6. Mai 1947 war Altrei wiederum eine Fraktion der Gemeinde Capriana (Provinz Trient). Mit Legislativdekret Nr. 446 vom 6. Mai 1947 wurde Altrei wieder eine eigenständige Gemeinde, jedoch immer noch der Provinz Trient zugeordnet. Mit dem Verfassungsgesetz Nr. 5 vom 28. Februar 1948 (Gesetzesanzeiger der Republik Italien vom 13. März 1948), welches mit 14. März 1948 in Kraft getreten ist, wurde Altrei dann der Provinz Bozen bzw. Südtirol zugeordnet. Laut staatlicher Volkszählung von 1951 hatte Altrei 435 Einwohner.
Unter dem faschistischen Regime wurden einige deutsche Familiennamen italianisiert, so nannte sich die Familie Gschnell amtlich „Casinelli“, aus Markio wurde „Marchio“, Felizett wurde Felicetti u. a. m. Auch die Taufnamen wurden italianisiert, und in den amtlichen Urkunden dieser Zeit scheint fast nur die italienische Schreibweise auf, z. B. Francesco für Franz, Margherita für Margarethe, Giovanni für Johann, Ildegarda für Hildegard usw. Später konnte auf Antrag die ursprüngliche Schreibweise der Namen wieder eingeführt werden, was die meisten Familien auch vorgenommen haben.
In der Zeit, in der Altrei lediglich eine Fraktion von Capriana war, wurden auch die Standesamtsurkunden von der Gemeinde Capriana geführt. Aus diesem Grund scheint in den amtlichen Urkunden vieler Altreier als Geburtsort „Capriana“ auf, obwohl sie in Altrei geboren wurden.

### Ursprung und Entwicklung der Ortsnamen
Altrei: 1321 Antereu, 1406 Altrew, 1415 Auff Altrwe, 1423 Anterew, 1460 Anterui, 1475 Altreu, 1600 Althreu, 1817 Antrivo, 1885 Altrei/Anterivo – mundartlich Fåltrúi ([au]f Altrei), gebildet aus dem romanischen ANTE + RIU (Nebenform von RIVU) „vor dem Bach“, hier eher jenseits des Baches. Das IU ist mit mittelhochdeutsch "iu" aus dem germanischen "eu" zusammengefallen und entwickelte sich im Deutschen lautgesetzlich zu mundartlich "ui". Die Bewahrung des vordeutschen Akzentes deutet auf eine Eindeutschung erst nach der Jahrtausendwende hin. Das F der mundartlichen Lautung ist das angefügte Umstandswort durch Verschmelzung von "auf" mit dem Namen.
Guggal: 1406 hof Kukal, 1463 Wolfl de Gugkal, 1885 Guggal, 1923 Guggal, 1940 Guggal (scheint im Reg.decr. 800 und in Tolomeis Prontuario nicht auf) – mundartlich Gguggål: kanzleilateinische -alis-Ableitung vom Übernamen Gugg, Gugger „Kuckuck“; Guggal(is), dem Gugg gehörig.
Eben: 1410 hof in der Eben, weitere ältere Schreibungen liegen nicht vor; 1885 Eben, 1923 Eben (scheint im Reg. decr. 800 nicht auf), 1940 Eben (findet sich in Tolomeis Prontuario nicht) – mundartlich Ebn
Bedeutung: „auf der Ebene“. Aus der Dativ-Pluralform Ebenen mit altbairisch lautgesetzlichem Abfall des -en; deutsche Ortsnamennormalendung wie in Stegen, obwohl nur ein Steg vorhanden ist, Platten, obwohl die so benannte Siedlung nur auf einer Platte liegt usw.

## Politik

### Bürgermeister
Bürgermeister seit 1948:
- Matthias Varesco: 1948–1956
- Franz Zwerger: 1956–1974
- Franz Josef Marchio: 1974–1990
- Paul-Josef Amort: 1990–2000
- Hartwig Lochmann: 2000–2015
- Gustav Mattivi: seit 2015

### Wappen
Blasonierung: Schild geteilt, oben und unten in je fünf Felder gespalten, wechselnd von Schwarz und Silber. Die zehn Felder des Wappens weisen auf die planmäßige Gründung des Ortes im Jahr 1321 mit der Anlage der zehn Hofstellen hin.

## Bevölkerung
Altrei ist gemäß den erhobenen Sprachgruppenzugehörigkeitserklärungen bzw. Sprachgruppenzuordnungserklärungen eine mehrheitlich deutschsprachige Gemeinde. Als Berechnungsgrundlage der folgenden Prozentwerte wurden die gültigen Erklärungen von Personen mit italienischer Staatsbürgerschaft herangezogen.
| Sprache     | 1981    | 1991    | 2001    | 2011    | 2024    |
| ----------- | ------- | ------- | ------- | ------- | ------- |
| Deutsch     | 89,59 % | 91,69 % | 91,44 % | 87,80 % | 87,98 % |
| Italienisch | 10,41 % | 8,31 %  | 8,56 %  | 12,20 % | 12,02 % |
| Ladinisch   | 0,00 %  | 0,00 %  | 0,00 %  | 0,00 %  | 0,00 %  |

## Bildung
In Altrei befindet sich eine deutschsprachige Grundschule, die dem Schulsprengel der Gemeinde Auer im Unterland angeschlossen ist.

## Wirtschaft

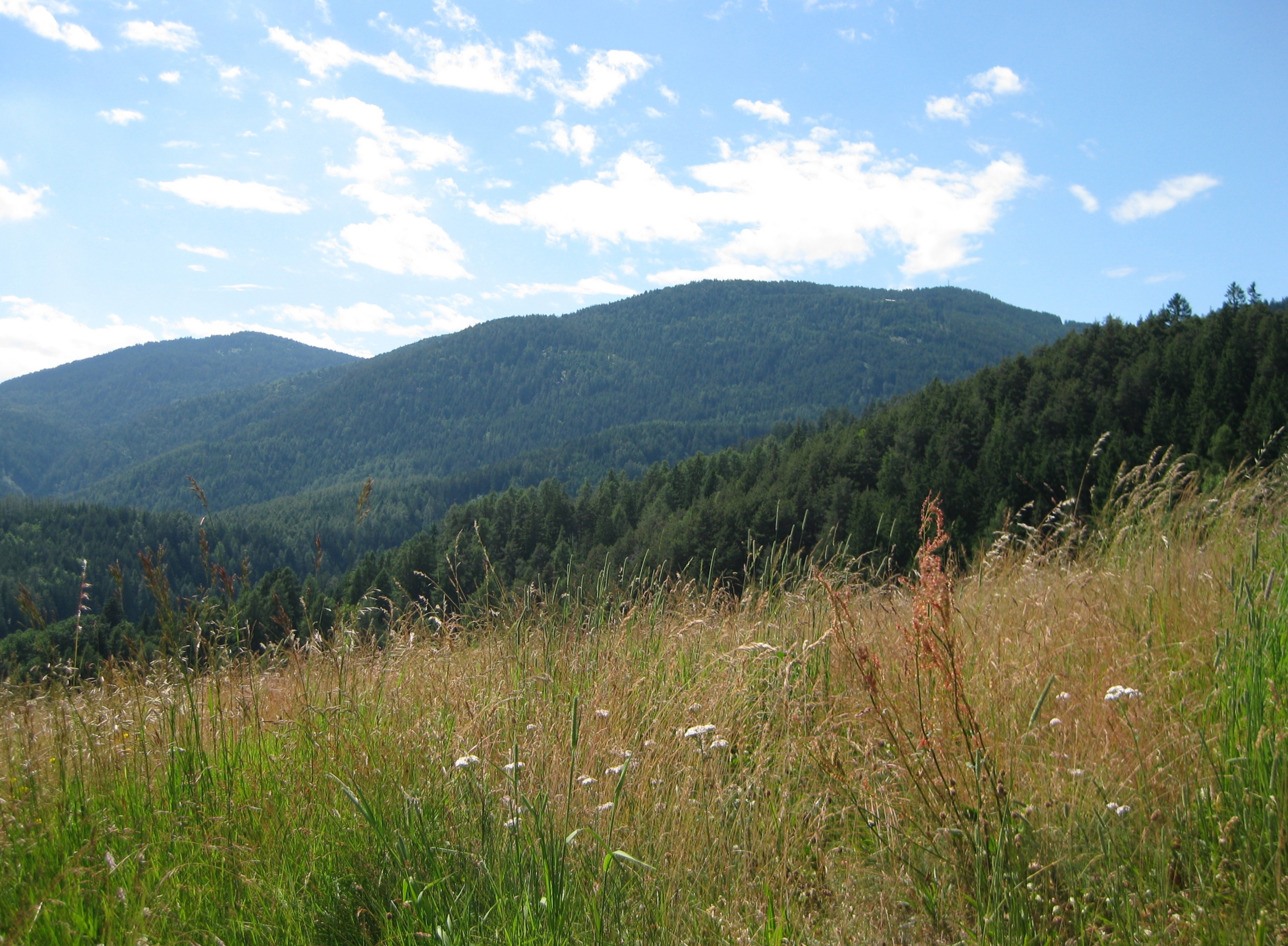
Blick von Altrei zum Trudner Horn, dem Namensgeber des Naturparks Trudner Horn

Altrei liegt zwar abseits größerer Verkehrsströme, hat aber kein ausgeprägtes Abwanderungsproblem. Wirtschaftlich spielt noch immer die Landwirtschaft eine große Rolle, wobei sich auch ein zaghafter Fremdenverkehr entwickeln konnte. Altrei liegt im Bereich des Naturparks Trudner Horn, wovon sich die Gemeinde Impulse für eine weitere Entwicklung eines sanften Tourismus erwartet.

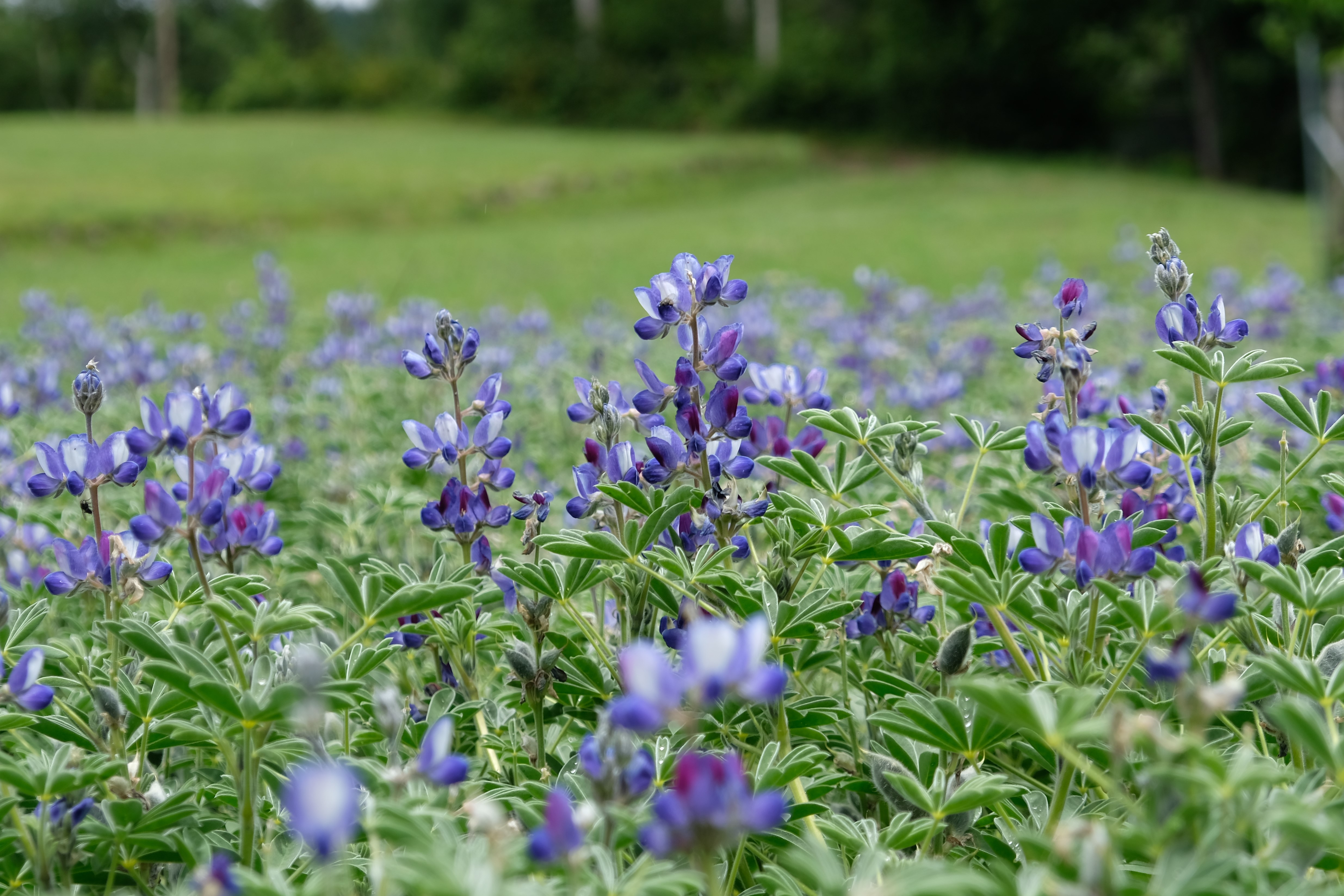
Altreier Kaffee in der Blüte

Gereifte Altreier Lupinenbohne

Die Altreier „Kaffeebohne“ stammt von einer Pflanze, die weder Kaffee noch Bohne ist: Über Jahrzehnte lieferte eine Lupine – Lupinus pilosus – einen Kaffee-Ersatz und ein Hausmittel gegen Magenbeschwerden vor allem bei Tieren. Die Bohne wurden meist sehr einfach auf Holzöfen geröstet und gemischt mit Gerste, Feigen oder anderen Kaffeesurrogaten getrunken da die Röstungen sehr bitter waren.
Im Rahmen einer Arbeitsgruppe wurden vorhandene Lupinenzuchten vermehrt und an interessierte Landwirte im Dorf Altrei für den Anbau und die Weitervermehrung zur Verfügung gestellt. Aus dieser Arbeitsgruppe entstand der durchgängige Anbau der Lupine und ein Verein (Verein der Altreier Lupinenanbauer) der sich seit 2005 um den Fortbestand der Lupine sowie die Vermarktung der Produkte bemüht.
Der sogenannte Altreier Kaffee gilt als Rarität und wird als Spezialität unter dem Namen Voltruier Lupine vermarktet. Verwendung findet der Altreier Kaffee weiterhin als Kaffeeersatz, in verschiedenen Gerichten (vor allem Desserts), Bier und Spirituosen.

## Verkehr
Für den Kraftverkehr ist Altrei in erster Linie durch die SP 79 erschlossen, die nach Überqueren der Provinzgrenze SP 98 heißt und unter diesem Namen über Trentiner Territorium zum San-Lugano-Sattel führt. Eine kleinere Zufahrt erfolgt über eine Straße, die Altrei an die nahe dem Talgrund verlaufende SS 612 anschließt.

## Persönlichkeiten
- Johann Baptist Zwerger (1824–1893), Fürstbischof von Seckau 1867–1893